# Херцеговско-неретвански кантон
Херцеговско-неретванският кантон (на хърватски: Hercegovačko-neretvanska županija; на босненски: Hercegovačko-neretvanski kanton; на сръбски: Херцеговачко-неретвански кантон) е един от 10-те кантона на Федерация Босна и Херцеговина, Босна и Херцеговина. Кантонът основно обхваща долината на река Неретва в историческата област Херцеговина. Има население от 222 007 души (по преброяване от октомври 2013 г.), повечето от които хървати. Административен център на Херцеговско-неретванския кантон е град Мостар.
Територията на кантона включва по-голямата централна част на Западна Херцеговина, съвпадайки със средновековната историко-географска област Хум или Хумска земя, наричана още Захумле или Захълмие.

## Административно деление
Кантонът се състои от общините:
- Кониц,
- Мостар,
- Неум,
- Прозор-Рама,
- Равно,
- Столац,
- Чаплина,
- Читлук,
- Ябланица.

## Население
Според преброяването на населението от (2013) година кантона има 222 007 души население.

## Етнически състав
(2013)
- 118 297 (53,28%) – хървати
- 92 005 (41,44%) – бошняци
- 6432 (2,89%) – сърби
- 3054 (1,37%) – други